# اریستید هینیارد
اریستید هینیارد (انگلیسی: Aristide Hignard; ۲۰ مهٔ ۱۸۲۲ – ۲۰ مارس ۱۸۹۸) آهنگساز اهل فرانسه بود.
وی همچنین برندهٔ جوایزی همچون جایزه بزرگ رم شده‌است.